# Anthony G. Brown

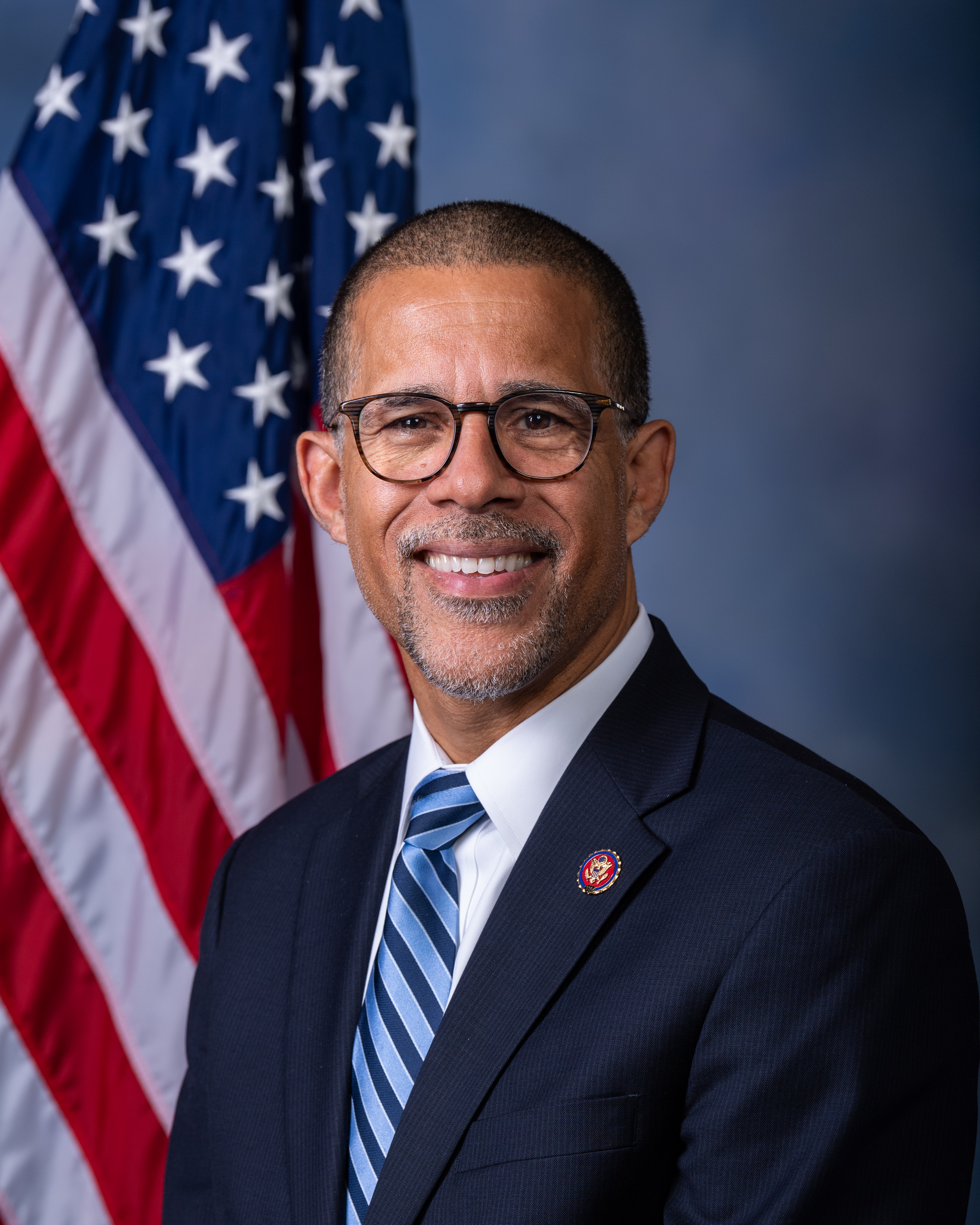
Anthony Brown (2019)

Anthony Gregory Brown (* 21. November 1961 in Huntington, New York) ist ein US-amerikanischer Politiker der Demokratischen Partei. Von 2007 bis 2015 war er Vizegouverneur des Bundesstaates Maryland. Von Januar 2017 bis Januar 2023 vertrat er den vierten Distrikt von Maryland im US-Repräsentantenhaus. Seitdem ist er Attorney General seines Bundesstaates.

## Werdegang

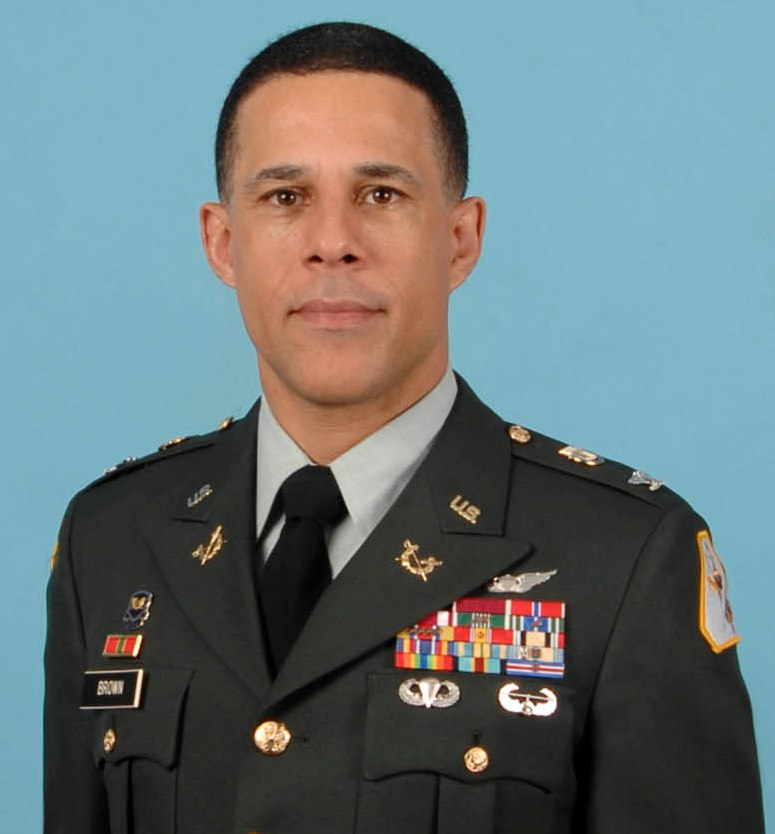
Anthony Brown in seiner Zeit als JAG Offizier (2011)

Anthony Brown besuchte bis 1979 die Huntington High School. Danach war er für kurze Zeit an der United States Military Academy in West Point, er wechselte dann aber an die Harvard University, wo er bis 1992 verblieb. Dort erlangte er 1984 einen Bachelor of Arts und 1992 den Juris Doctor (J.D.). Seit 1984 diente er in der US Army. Er schrieb sich beim Reserve Officer Training Corps (ROTC) ein und wurde zum Offizier ausgebildet. Bis 2014 gehörte er der United States Army Reserve an, in der er den Rang eines Colonel bekleidete. Während seiner aktiven Zeit (bis 1994) stieg er bis zum Captain auf. Er war zunächst Hubschrauberpilot und später Militäranwalt im JAG. 2004 wurde er reaktiviert und für einige Monate im Irak eingesetzt. Für seine verschiedenen militärischen Leistungen wurde er mit mehreren Orden ausgezeichnet, darunter der Bronze Star, die Legion of Merit, die Meritorious Service Medal, die Army Commendation Medal, die Army Achievement Medal und die Iraq Campaign Medal. Hauptberuflich praktizierte er zwischen 1994 und 2007 als Rechtsanwalt.
Gemeinsam mit seiner Frau Karmen hat er drei Kinder.

## Politik
Politisch schloss er sich der Demokratischen Partei an. Von 1999 bis 2006 saß er im Abgeordnetenhaus von Maryland.
2006 wurde Brown an der Seite von Martin O’Malley zum Vizegouverneur von Maryland gewählt. Dieses Amt bekleidete er nach einer Wiederwahl bis Anfang 2015. Dabei war er Stellvertreter des Gouverneurs und Mitglied zahlreicher Organisationen und Vereinigungen. Eine seiner ihm vom Gouverneur übertragenen Aufgaben war die Überwachung der Schließung von Militärbasen in Maryland unter Berücksichtigung der ökonomischen Folgen für seinen Staat. Er setzte sich auch für eine Verbesserung des Bildungssystems ein. Da die Verfassung O’Malley durch eine Amtszeitbeschränkung eine erneute Kandidatur verbot, trat Brown bei der Gouverneurswahl im November 2014 für das Amt an. Er verlor die Wahl gegen den Republikaner Lawrence J. Hogan überraschend. Am 21. Januar 2015 schied Brown aus dem Amt des Vizegouverneurs, in das ihm der Republikaner Boyd Rutherford folgte.
Bei den Kongresswahlen des Jahres 2016 wurde Brown als Kandidat seiner Partei im vierten Kongresswahlbezirk des Staates Maryland in das Repräsentantenhaus der Vereinigten Staaten in Washington, D.C. gewählt, wo er am 3. Januar 2017 die Nachfolge von Donna Edwards antrat. Er gewann mit 74,1 Prozent der Stimmen gegen den Republikaner George McDermott, Kamesha Clark von der Green Party sowie Benjamin Lee Krause von der Libertarian Party. Im Jahr 2018 besiegte er McDermott noch deutlicher mit 78,1 %. Die Wahl zum Repräsentantenhaus der Vereinigten Staaten 2020 gewann er mit 79,6 % wiederum gegen McDermott und nochmals deutlicher. Seine letzte, insgesamt dritte, Legislaturperiode im Repräsentantenhaus des 117. Kongresses lief bis zum 3. Januar 2023.
Die Primary (Vorwahl) seiner Partei für die Wahl zum Attorney General of Maryland am 19. Juli konnte er mit 59,5 % gewinnen. Er trat dadurch am 8. November 2022 gegen Michael Peroutka von der Republikanischen Partei an. Er konnte diese Wahl mit 59,9 % der Stimmen für sich entscheiden und ist daher seit dem 3. Januar 2023 der 47. Attorney General von Maryland. Sein Nachfolger im Kongress wurde sein Parteikollege Glenn Ivey.

### Ausschüsse
Brown war zuletzt Mitglied in folgenden Ausschüssen des Repräsentantenhauses:
- Committee on Armed Services
  - Seapower and Projection Forces
  - Tactical Air and Land Forces
- Committee on Transportation and Infrastructure
  - Aviation
  - Coast Guard and Maritime Transportation
  - Highways and Transit

Außerdem war er Mitglied in der New Democrat Coalition, dem Congressional Black Caucus sowie 21 weiterer Caucuses.